# Tournament of the Gardens Open
O Tournament of the Gardens Open foi um torneio masculino de golfe que fazia parte do calendário do PGA Tour entre os anos de 1933 e 1937. Decorreu no Country Club of Charleston, em Charleston, no estado norte-americano da Carolina do Sul.

## Campeões
- 1937 Henry Picard, marcou 282 tacadas, ou seis abaixo do par[1]
- 1936 Henry Picard, marcou 278 tacadas, ou dez abaixo do par[2]
- 1935 Henry Picard, marcou 278 tacadas, //
- 1934 Paul Runyan, marcou 273 tacadas, ou onze abaixo do par[3]
- 1933 Walter Hagen, resultado desconhecido